# Corpo de Pajens
O Corpo de Pajens (em russo: Пажеский корпус) foi uma privilegiada escola militar reservada para os filhos de nobres e oficiais do alto escalão do Império Russo. Localizada em São Petersburgo na Rússia, o grandioso palácio foi projetado em meados do século XVIII pelo arquiteto italiano Bartolomeo Rastrelli e fundada em outubro de 1802 pelo czar Alexandre I.

## História
O palácio foi doado em 1796, pelo czar Paulo I aos exilados da Ordem dos Hospitalários de São João de Jerusalém, os Cavaleiros de Malta. Em 1810, Alexandre I deu esse palácio para o Corpo de Pajens para que lá funcionasse o quartel general. Foi um presente com grande significado simbólico.
Os Cavaleiros de Malta anexaram no palácio na época de sua ocupação, uma capela Católica no jardim e Cruzes de Malta espalhadas por todos os lugares. As cruzes e a capela remanesceram e os novos pajens se apegaram seriamente à ideia que eles eram os herdeiros da ordem, adotando muitas das tradições como sendo suas e a Cruz de Malta branca como sua insígnia.
Desde a sua criação até 1917, o Corpo formou 4 505 agentes. Um adicional de 200 foram incapazes de concluir os seus estudos por causa da revolução. A escola foi dissolvida por ordem de Alexandre Kerenskii, Ministro da Guerra do Governo Provisório em junho de 1917.